# Якир, Иона Эммануилович
Ио́на Эммануи́лович Яки́р (3 [15] августа 1896, Кишинёв, Бессарабская губерния — 12 июня 1937, Москва) — советский военный деятель, командарм 1-го ранга (1935). Военачальник времён Гражданской войны. Осуждён и расстрелян по делу Тухачевского 1937 года, посмертно реабилитирован в 1957 году.

## Биография

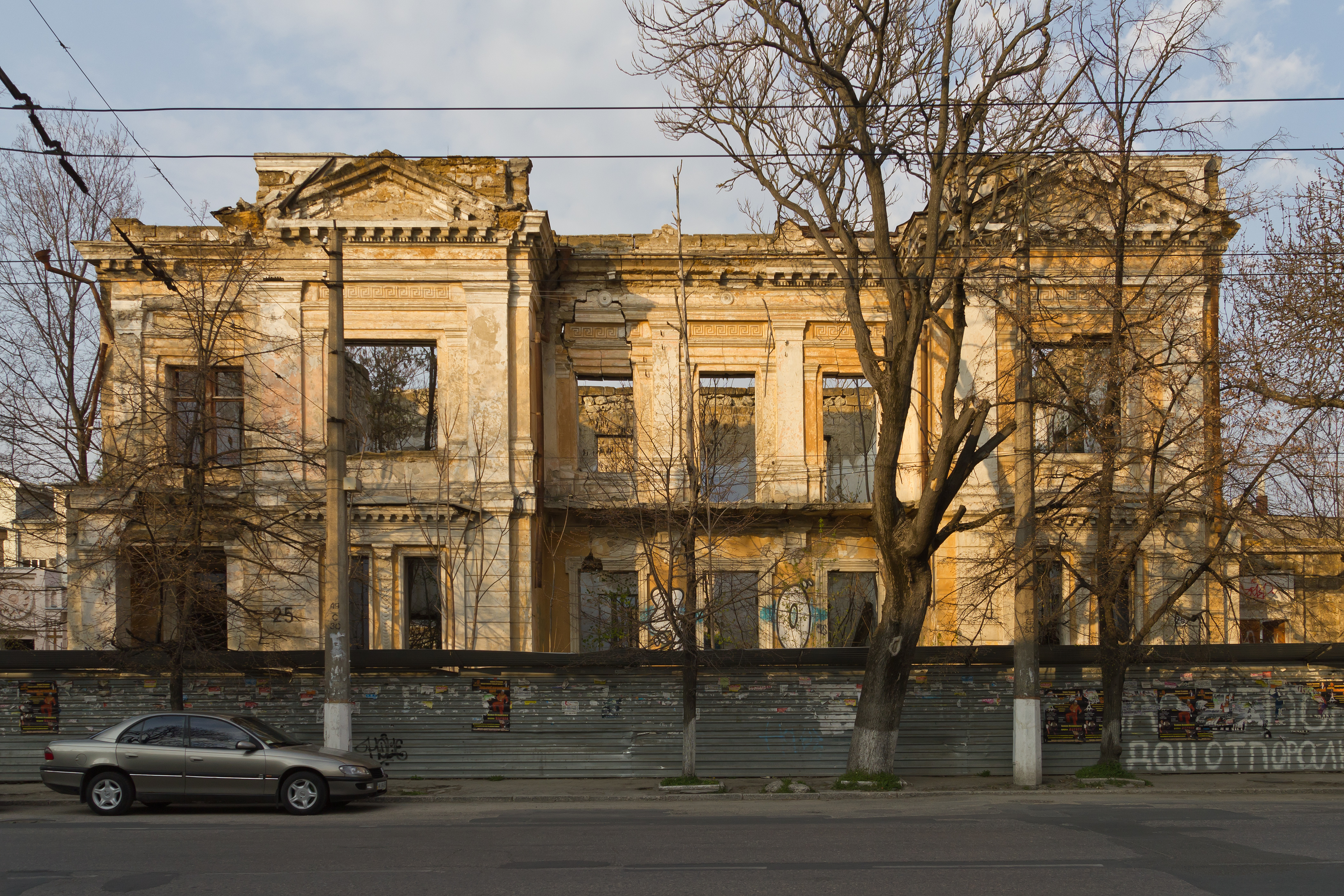
Дом в Симферополе, который в 1921 году занимал командующий войсками Крыма Иона Эммануилович Якир

Родился в Кишинёве в семье провизора Менделя (Эммануила) Абрамовича Якира (1864—1912) и его жены Хаи Вольфовны (Клары Владимировны) Меерзон (1874—1931). Его дед, Абрам Якер, был уроженцем Ясс.
Учился в Базельском университете и Харьковском технологическом институте.
В 1915 году, как военнообязанный, направлен токарем на военный завод в Одессе. В апреле 1917 года вступил в РСДРП(б). С декабря 1917 года — член исполкома Бессарабского губернского совета, член губкома и ревкома. С января 1918 года командовал красными отрядами в боях с румынскими войсками. Затем являлся комиссаром бригады, дивизии, Поворинского боевого участка. С сентября 1918 года — начальник политотдела Южного участка отрядов завесы. В октябре 1918 года—июне 1919 года — член Реввоенсовета (РВС) 8-й армии, командовал группой войск. Был награждён орденом Боевого Красного Знамени за номером 2.
В 1919—1920 годах командовал дивизией и группой войск. С октября 1920 года — начальник и комиссар 45-й стрелковой дивизии, одновременно командовал различными группами войск на Юго-Западном фронте.
В 1921 году командовал войсками Крымского района Киевского военного округа и одновременно 3-й стрелковой дивизией в Крыму. Командующий войсками Киевского военного округа (ноябрь 1921 — 21 апреля 1922). Командир Киевского военного района Украинского военного округа (1 июня 1922 — август 1923). Командир и комиссар 14-го стрелкового корпуса УкрВО (сентябрь 1923 — декабрь 1923). Помощник командующего Вооружёнными Силами Украины и Крыма (декабрь 1923 — март 1924).
В марте 1924—ноябре 1925 годов — начальник Главного управления военно-учебных заведений РККА. Командующий войсками Украинского военного округа (ноябрь 1925 — 17 мая 1935). Приказом Народного комиссара обороны СССР от 17 мая 1935 года № 079 назначен командующим войсками Киевского военного округа. Член Военного Совета при наркоме обороны СССР (17 мая 1935—1937). Прошёл обучение в военно-учебных заведениях рейхсвера в Германии в конце 1920-х годов.
Входил в число военачальников, объединявшихся вокруг М. Н. Тухачевского, хотя их взаимные отношения осложняли личные амбиции И. Э. Якира. В свою очередь, Якир был лидером так называемой «украинской группировки» в РККА, в которую входили его многолетние сослуживцы по Украине И. И. Гарькавый, И. Н. Дубовой, В. Н. Левичев, С. А. Туровский, С. П. Урицкий и другие.

## Партийная карьера и гибель в 1937 году
В 1930—1934 годах — член РВС СССР. С 1930 года — кандидат в члены, с 1934 года — член ЦК ВКП(б). На Пленуме ЦК ВКП(б) (февраль — март 1937) при обсуждении вопроса о Н. И. Бухарине и А. И. Рыкове выступил «за исключение, предание суду и расстрел».
28 мая 1937 года арестован. Обратился с письмом к И. В. Сталину и К. Е. Ворошилову:

Я честный и преданный партии, государству, народу боец… Я честен каждым своим словом, а умру со словами любви к Вам, к партии и стране, с безграничной верой в победу коммунизма.

Есть версия, что текст, представленный выше, является сокращённым и искажённым оригиналом. Вот иной вариант письма:

Родной, близкий тов. Сталин. Я смею к Вам обращаться, ибо я всё сказал, всё отдал и мне кажется, что я снова честный и преданный партии, государству, народу боец, каким я был многие годы. Вся моя сознательная жизнь прошла в самоотверженной честной работе на виду партии, её руководителей — потом провал в кошмар, в непоправимый ужас предательства… Следствие закончено. Мне предъявлено обвинение в государственной измене, я признал свою вину, я полностью раскаялся. Я верю безгранично в правоту и целесообразность решения суда и правительства… Теперь я честен каждым своим словом, а умру со словами любви к Вам, к партии и стране, с безграничной верой в победу коммунизма.

За два дня до расстрела написал письмо в ЦК и НКО, в котором изложил ряд последних мыслей и предложений, касающихся организации армии.
11 июня 1937 года Специальным судебным присутствием Верховного Суда СССР приговорён к смертной казни и в ночь на 12 июня 1937 года расстрелян. Место захоронения — «могила невостребованных прахов» № 1 крематория Донского кладбища
21 января 1957 года реабилитирован посмертно ВКВС СССР.

## Воинские звания
- Командарм 1-го ранга — 20.11.1935[11]

## Награды
Три ордена Красного Знамени (08.01.1919 (№ 2), 27.10.1919, 20.05.1930)

## Публикации
- Якир И. Э. Сорок пятая Краснозамённая // О Сорок пятой : материалы из истории 45-й стрелковой волынской краснознаменной дивизии : X годовщина РККА, 1918—1928. — Киев: Политотдел 45-й дивизии, 1928. — С. 17—25. — 103 с.
- Якир И. Э. Отрывки из воспоминаний старого красноармейца, Так боролись и умирали они // История 45-й Волынской Краснознаменной стрелковой дивизии. Т. 1. Боевой период. — Киев: Политотдел 45-й дивизии, 1929. — 347 с.
- Якир И. Э. Воспоминания о Гражданской войне. — М.: Воениздат, 1957. — 40 с.
- Якир И. Э. Десять лет тому назад : Отрывки из воспоминаний старого красноармейца. — Х.: Гос. изд-во Украины, 1928. — 46 с.
- Якир И. Э. Десять лет тому назад, Смерть «Стальной черепахи», Из истории 45-й Краснознамённой дивизии, Так боролись и умирали они // Этапы большого пути : Воспоминания о гражданской войне / Ред.-сост. В. Д. Поликарпов. — М.: Воениздат, 1963. — С. 66—100. — 528 с. — 40 000 экз.

## Семья

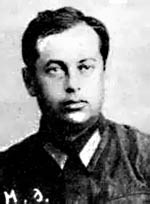
Фотография Мориса Якира из следственного дела

- Отец — Мендель Якир, 30 сентября 1883 г. окончил медицинский факультет Императорского университета Святого Владимира (г. Киев) с присвоением степени аптекарского помощника.[14]
- Брат — Мо́рис Эммануи́лович Якир (1902, Кишинёв — 26 октября 1937, Москва). Получил высшее образование. Стал кандидатом в члены ВКП(б) с 1932 г. Служил военпредом Управления Военно-Воздушных Сил РККА на заводе № 1, военпредом Управления военно-вещевого снабжения ВВС РККА[15], военинженер 3-го ранга. Проживал в Москве на Дегтярном пер., д.15, кв. 14. 23 июля 1937 г. был арестован и приговорён ВКВС СССР 26 октября 1937 года по обвинению в контрреволюционной террористической деятельности. Расстрелян в тот же день. Похоронен в Москве на Донском кладбище, у Донского крематория. Реабилитирован 2 июня 1956 г. ВКВС СССР. Его жена — Клара Якир-Саковская (1909—1993), сын — Евгений Морисович Якир.
- Брат — Самуил Эммануилович Якир (1893—1931), военный врач, умер 7 октября 1931 года в Кореизе[16]. После его смерти его сын Эммануил Самуилович (1929—1996) воспитывался в семье командарма И. Э. Якира.
- Сестра — Изабелла Эммануиловна Белая-Якир (20 февраля 1900 — 13 сентября 1986), получила максимальный срок по 58-й статье — 10 лет в магаданском лагере[17]. Её муж — Семён Захарович Корытный (1900—1939), образование низшее, секретарь Московского городского комитета ВКП(б), проживал в Москве, ул. Серафимовича, 2, кв. 185. Арестован 26 июня 1937 года. Приговорен ВКВС СССР 15 августа 1939 г. по обвинению в участии в контрреволюционной организации, расстрелян 1 сентября 1939 г. Место захоронения — Москва, Донской крематорий. Реабилитирован 15 января 1955 г. ВКВС СССР[18]. Ранее у него были расстреляны братья:
  - Леонид Захарович Корытный (1903—1937), образование незаконченное высшее, председатель Комитета по делам физкультуры и спорта при СНК УССР. Проживал: Киев, ул. Ленина, д.66, кв.21. Арестован 12 июня 1937 г. по обвинению в участии в контрреволюционной троцкистской организации, приговорен ВКВС СССР 29 октября 1937 г., расстрелян 30 октября. Место захоронения — Москва, Донской крематорий. Реабилитирован 11 мая 1957 г. ВКВС СССР[18].
  - Яков Захарович Корытный (1894—1938), директор молочно-масляного объединения Центросоюза. Проживал: Москва, Петроверигский пер., д. 3, кв. 20. Арестован 2 марта 1938 г. по обвинению в участии в контрреволюционной троцкистской организации, приговорен ВКВС СССР 15 сентября 1938 г., расстрелян в тот же день. Место захоронения — Московская обл., Коммунарка. Реабилитирован в мае 1956 г. ВКВС СССР[18].
- Жена — Сарра Лазаревна Якир (урождённая Ортенберг, 1900, Одесса — 1971), секретарь Гослитиздата Украинской ССР. Арестована 16 ноября 1938 года, осуждена 28 сентября 1939 года по статье 58-02 как член семьи изменника родины. Приговор — 9 лет ИТЛ и плюс 2 года поражения в правах (в 1939—1955 годах в исправительно-трудовых лагерях). Реабилитирована в августе 1956 года.
  - Муж её сестры Эмилии Лазаревны — комкор Илья Иванович Гарькавый. В 1937 году арестован, 1 июля осуждён ВКВС СССР и в тот же день расстрелян. Похоронен в неизвестной могиле Донского кладбища. Полностью реабилитирован в 1956 году.
  - Сын — советский диссидент Пётр Ионович Якир (1923—1982), отбыл 17 лет в лагерях.
    - Внучка — советская правозащитница Ирина Петровна Якир (1948—1999), участница правозащитного движения 1960—1970-х годов, жена барда Юлия Кима.
- Двоюродный брат — Яков Соломонович Меерзон (1889—1985) — видный[17] хирург, трансфузиолог, старший ассистент С. И. Спасокукоцкого[17][19], создатель первого отечественного кровезаменителя[20]. Был арестован как участник готовящегося покушения на Сталина. Находясь в заключении, продолжал работать хирургом Дальстроя (в центральной больнице в 29 км от Магадана)[17][21]. Были также репрессированы все три сына двоюродной сестры Якира, двое из которых были расстреляны, в том числе писатель и дипломат Давид Григорьевич Штерн (умер в тюрьме после ареста).
- Двоюродные братья — инженер-архитектор Дмитрий Соломонович Меерсон (1900—1993); фтизиатр, доктор медицинских наук Дарий Львович Меерсон; кинорежиссёр Давид Львович Морской.

## Отзывы современников
- Маршал Г. К. Жуков в мемуарах «Воспоминания и размышления» относил И. Э. Якира к числу крупнейших знатоков военного дела.[22]
- Маршал И. Х. Баграмян: Служба в войсках, которыми командовал Якир, была своеобразной академией воинского воспитания и оперативно-тактического мастерства. Не случайно важнейшие маневры и крупные опытные общевойсковые учения с отработкой самых важных оперативно-тактических вопросов проводились в то время в Киевском военном округе. И. Э. Якир был больше практиком, чем теоретиком военного дела, но вряд ли кому-нибудь уступал в знании теории. Те новые намётки и мысли, которые ещё, как говорится, витали в воздухе и терялись в потоках туманных предположений и вокруг которых разгорались теоретические дискуссии, Иона Эммануилович всегда успевал проверить на практике: в боевой подготовке частей, на учениях, в процессе командирской учёбы. Ярый враг всякой рутины, он стремился подхватывать всё новое в самом зародыше и, если оно было стоящим, ценным, добивался его практического применения.
- Генерал армии А. В. Горбатов: Много раз нас привлекали к военным играм в округе, и я всегда удивлялся способности молодого командующего округом И. Э. Якира так проводить разборы, чтобы ни у кого не закружилась голова от успеха и что бы не был подорван авторитет кого-либо из командиров. Говоря о правильном решении, он, бывало, не только отметит, что оно соответствовало сложившейся обстановке, но укажет и на неиспользованные возможности; разбирая решения, не удовлетворившие его, всегда постарается найти в них хоть крупицы положительного, приведёт примеры других возможных решений. Веру в свои силы у подчинённых он всегда оберегал. Возвращаясь с этих игр, я чувствовал себя обогащённым новыми знаниями.[23]
- Генерал-майор В. И. Чистяков: Понимаете, храбрость и самообладание Якира в бою отличаются от храбрости других героев. Возьмём, к примеру, Котовского. Даже во внешнем облике Григория Ивановича всё как-то сразу подчёркивало: это — герой! А у Якира и во внешности, и во взаимоотношениях с товарищами, и в поступках сквозит необычайная скромность. Самые геройские дела он делает уж очень просто, незаметно, обыденно, как само собой разумеющееся. И не выносит, если кто-нибудь упоминает о его заслугах.[24]
- Полковник С. И. Аралов: Несмотря на молодость и юношескую порывистость, Иона Эммануилович Якир произвёл на меня очень хорошее впечатление. В каждом его слове и предложении проявлялись искренность и стремление не сидеть сложа руки, а действовать, работать, воевать. Я сразу проникся к нему симпатией, так как почувствовал в нём человека, безусловно преданного делу революции и Коммунистической партии. Говорил Якир спокойно, обдуманно, убедительно, и все участники беседы внимательно прислушивались к его мнению.
- Полковник И. Г. Старинов: В технических вопросах товарищ Якир разбирался хорошо и посоветовал нам обратить внимание на средства управления заграждениями при помощи радио, которое в то время только начинало внедряться в войска.

## Увековечение памяти

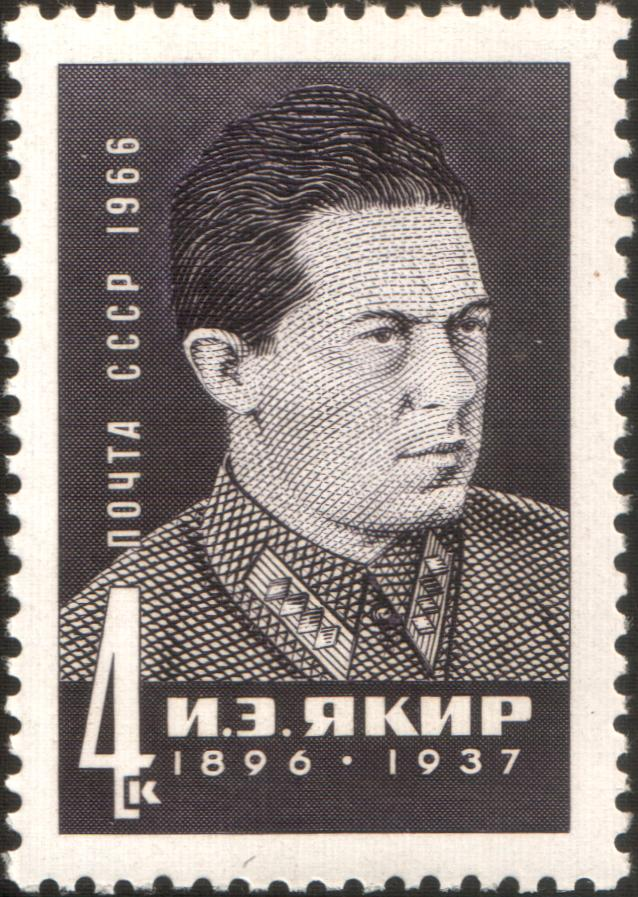
Почтовая марка СССР, посвящённая И. Э. Якиру, 1966, 4 копейки (ЦФА 3342, Скотт 3187)

- На родине Якира, в Кишинёве, улица Gr. Ureche раньше называлась улицей Якира.
- В Молдове, городе Орхей улица названа в честь Якира.
- Именем Якира называлась Древлянская улица в 1963—2016 гг. в Киеве, Тюринская улица в Харькове. Улица Якира существует в Воронеже, Ейске и ряде других городов.
- Его именем назван городской микрорайон в Луганске[8].
- В 1966 году была выпущена почтовая марка СССР, посвящённая Ионе Эммануиловичу Якиру.
- школа № 374 в Ленинграде носила имя Якира.
- в городе Тирасполе (Приднестровская Молдавская Республика) есть улица Якира.
- Почётный курсант Московского высшего военного командного училища.

## В кинематографе
- Алексей Никульников (Тухачевский. Заговор маршала, 2009).
- Руслан Рудный (Жизнь и приключения Мишки Япончика, 2011).